# Полевой, Пётр Николаевич
Пётр Никола́евич Полево́й (25 февраля [9 марта] 1839, Санкт-Петербург — 31 января (13 февраля) 1902) — русский литературовед и переводчик, автор исторических романов. Сын Н. А. Полевого.

## Биография
Окончил 5-ю Санкт-Петербургскую гимназию (1857); затем — историко-филологический факультет Санкт-Петербургского университета — в 1861 году со степенью кандидата.
После защиты магистерской диссертации «Опыт сравнительного обозрения древнейших памятников народной поэзии германской и славянской» (СПб., 1864) был приват-доцентом Санкт-Петербургского университета по кафедре всеобщей литературы, затем доцентом русского языка и литературы в Новороссийском университете, наконец профессором Варшавского университета по кафедре языков русского и церковно-славянского. Подготовленная им докторская диссертация «Исторические очерки средневековой драмы» (СПб., 1865) осталась незащищённой.
В 1871 году вышел в отставку, чтобы целиком отдаться литературной деятельности. По собственному признанию Полевого, был «самопишущей машиной, которую кто-нибудь заведет, а она пишет что угодно: драму, повесть, историю, критику». Составленные Полевым истории русской и всемирной литературы носят компилятивный характер. От биографического метода эволюционировал к культурно-исторической школе.
Под редакцией П. Н. Полевого в петербургском издательстве Маркса вышел в 1893 году перевод знаменитого сборника братьев Гримм «Детские и семейные сказки»; в 1895 году был переиздан под названием «Сказки, собранные братьями Гриммами». Также Полевой первым перевёл на русский язык классический роман «Годы учения Вильгельма Мейстера».
Умер 31 января (13 февраля) 1902 года. Могила Полевого находится на Литературных мостках Волковского кладбища.